# Romulea tubulosa
Romulea tubulosa är en irisväxtart som beskrevs av John Charles Manning och Peter Goldblatt. Romulea tubulosa ingår i släktet Romulea och familjen irisväxter. Inga underarter finns listade i Catalogue of Life.